# Nicolaus Heinsius
Nicolaus Heinsius, O Velho (Nicolaas Heinsius, Nicolaes Heinsius) (1620-1681) (* Leiden, 20 de Julho de 1620 - † Haia, 7 de Outubro de 1681), foi um filólogo clássico, diplomata, bibliotecário, poeta e escolástico neerlandês.  Era filho do filólogo e poeta neolatino Daniel Heinsius (1580-1655) e pai de Nicolaus Heinsius, O Jovem (1656-1718).  Fez traduções de autores clássicos como Claudiano, Ovídio, Prudêncio, Virgílio e Valério Flaco.

## Vida
Era filho de Daniel Heinsius e sobrinho de Jan Rutgersius (1589-1625), nasceu em Leiden e se dedicou ao estudos dos antigos.  Percorreu os principais países da Europa para visitar as bibliotecas e consultar os manuscritos.

## Carreira
Seu poema latino Breda expugnata, com características pueris, foi impresso em 1637, e ganhou celebridade.  Em 1642, ele começou suas viagens para a Inglaterra em busca de manuscritos dos clássicos; mas teve pouca receptvidade por parte dos eruditos ingleses.  Em 1644, ele foi enviado para Spa a fim de beber das fontes termais do lugar, e quando a sua saúde melhorou, ele partiu em busca do Codex, passando por Lovaina, Bruxelas, Mechelen, Antuérpia, e voltando para Leiden, colecionando manuscritos por toda parte e compulsando notas textuais e filológicas.

## Viagens
Quase imediatamente viajou novamente, e chegando em Paris, foi recebido de braços abertos pelos eruditos franceses.  Depois de consultar todos os textos clássicos que conseguia, seguiu para o sul, e visitou com o mesmo objetivo as cidades de Lyon, Marseille, Pisa, Florença (onde fez uma pausa para lançar uma nova edição de Ovídio) e depois Roma.  No ano seguinte, 1647, o encontramos em Nápoles, da qual ele fugiu durante o reinado de Masaniello (1620-1647)  Ele realizou seus trabalhos em Leghorn, Bolonha, Veneza, onde recebeu o apoio de Jan Reynst (1601-1646) e Pádua, em cuja cidade ele publicou seu volume original de versos latinos em 1648 intitulado Italica.
Seguiu para Milão e trabalhou durante um tempo considerável na Biblioteca Ambrosiana.  Preparava-se ele para explorar a Suíça com toda tranquilidade quando as notícias da doença de seu pai o obriga a retornar a Leiden.  Pouco tempo depois foi convidado pela rainha Cristina para ir a Estocolmo, em cuja corte se desentendeu com Claudius Salmasius, que o acusou de ter atribuído a John Milton (1608-1674) fatos e características do grande, mas irritadiço humanista.  Heinsius fez uma curta visita a Leiden em 1650, mas imediatamente retornou para Estocolmo.  Em 1651, visitou a França e a Itália mais uma vez em companhia de Isaac Vossius (1618-1689), com o objetivo de comprar livros e moedas para a rainha da Suécia.  Em 1654, Cristina renunciou ao trono, e dois anos depois Heinsius se tornou diplomata para os Estados Gerais como representante de Coenraad van Beuningen (1622-1693).  Em 1665 foi nomeado historiador oficial da cidade de Amsterdam.  Em 1669, viajou para Moscou e em 1672 esteve em Brêmen.  Em 1675, estabeleceu-se em sua casa de campo perto de Vianen, na Holanda, mas logo se mudou para Haia.
Heinsius teve dois filhos ilegítimos com a filha de um ministro luterano.  Ele se casou com ela somente depois de um processo judicial, mas não quis reconhecer os seus filhos: Daniel e Nicolaus Heinsius, O Jovem (1655-1718).  Este seu filho Nicolaus se tornou um aventureiro, e 1679 foi nomeado médico particular de Cristina em Roma.
Heinsius colecionou uma das maiores bibliotecas particulares na Europa.  Em 1668 ele recebeu as visitas de Cosimo III de' Medici e de Lorenzo Magalotti (1637-1712) durante uma visita que realizaram nas Províncias Unidas.  Outros eruditos com quem manteve relações foram Petrus Francius (1645-1704), Jacobus Tollius (1633-1696), Jacobus Perizonius (1651-1715), Johannes Georgius Graevius(1632-1703) e Johann Friedrich Gronovius(1611-1671).  Em 1683, depois de sua morte, 13.000 livros da sua coleção foram vendidos.  O famoso catálogo foi usado como referência por muitos estudiosos.
Em 1653, Heinsius compilou seus poemas em latim para um único volume.  Suas últimas publicações foram a edição de Veleio Patérculo em 1678 e de Valério Flaco em 1680.  Ele morreu em Haia em 7 de Outubro de 1681.
Nicolaus Heinsius foi um dos mais originais e mais elegantes poetas latinistas, e se a sua erudição não foi tão perfeita quanto a de seu pai, sem dúvida ele mostrou muita qualidade como escritor original.

## Obras
- Claudiano (1650)
- Ovídio (1652)
- Prudêncio (1667)
- Virgílio (1676)
- Valério Flaco (1680)